# Liste der Monuments historiques in Damouzy
Die Liste der Monuments historiques in Damouzy führt die Monuments historiques in der französischen Gemeinde Damouzy auf.

## Liste der Objekte
| Bezeichnung | Beschreibung           | Standort                     | Kennzeichnung | Schutzstatus | Datum | Bild |
| ----------- | ---------------------- | ---------------------------- | ------------- | ------------ | ----- | ---- |
| Taufbecken  | Stein, 12. Jahrhundert | in der Kirche St-Rémi (Lage) | PM08000164    | Classé       | 1926  |      |